# گوردون اسمیت (ورزشکار)
گوردون اسمیت (انگلیسی: Gordon Smith; ۱۴ فوریهٔ ۱۹۰۸ – ۲۲ اکتبر ۱۹۹۹) بازیکن هاکی روی یخ اهل ایالات متحده آمریکا بود.